# Лобыревка (Кормянский район)
Лобыревка (бел. Лабыроўка) — деревня в Литвиновичском сельсовете Кормянского района Гомельской области Белоруссии.
В связи с радиационным загрязнением после катастрофы на Чернобыльской АЭС жители (50 семей) переселены в 1990-х годах в чистые места.

## География

### Расположение
В 18 км на север от Кормы, в 73 км от железнодорожной станции Рогачёв (на линии Могилёв — Жлобин), в 118 км от Гомеля.

### Гидрография
На реке Овсовина (приток реки Сож).

## Транспортная сеть
Автодорога связывает деревню с Кормой. Планировка состоит из полувыгнутой почти широтной ориентации улицы, застроенной двусторонне деревянными домами усадебного типа.

## История
Согласно письменным источникам известна с начала XX века, когда тут стали селиться переселенцы из соседних деревень. В 1913 году действовала школа грамоты.
В 1929 году организован колхоз «Новый мир», работала ветряная мельница. Согласно переписи 1959 года входила в состав совхоза «Руднянский» (центр — деревня Золотомино).

## Население

### Численность
- 1990-е — жители (50 семей) переселены.

### Динамика
- 1959 год — 283 жителя (согласно переписи).
- 1990-е — жители (50 семей) переселены.